# I guerrieri del sole
I guerrieri del sole, conosciuto anche come Solar warriors è un film del 1986 diretto da Alan Johnson.

## Trama
In una terra semidesertica quasi tutta l'acqua presente sulla Terra è controllata dal "protettorato", un'organizzazione para-militare che governa il pianeta. I bambini orfani, la maggior parte teenager, vivono in orfanotrofi creati e controllati dal Protettorato stesso, studiato ed organizzato per addestrare nuove reclute adatte a sostenere la loro causa. Gli orfani, come passatempo, praticano uno sport chiamato "skateball", un misto di lacrosse e di hockey su pattini. Il gioco è la sola cosa che li tiene uniti, a parte il futile tentativo che opera il protettorato per cercare di controllarli. Uno dei gruppi di orfani, chiamati "Solarbabies" è costituito da Jason, il capo del gruppo, Terra, Tug, Rabbit, Metron, e la giovanissima mascotte Daniel.
Con la connivenza del direttore dell'orfanotrofio, spesso i giovani escono dalle mura per andare a giocare delle partire "irregolari" di skateball con la banda avversaria, capitanata da Gavial, un giovane fanatico determinato a far carriera nell'eccelsa Forza E, il miglior corpo di polizia del protettorato. Durante una delle loro uscite notturne, proprio mentre stavano vincendo la partita, la forza E, capitanata dal comandante Grock, irrompe nell'arena provocando un fuggi fuggi generale. Mentre la squadra di Gavial subisce una paternale proprio dal capo Grock, che aveva riposto grandi speranza nel loro talento, i Solarbabies si nascondono in una cava abbandonata dove il giovane Daniel, a seguito di una frana causata accidentalmente da un carrello in movimento, trova una misteriosa sfera di luce bluastra chiamata Bohdai in possesso di strani poteri, tra cui quello di comunicare telepaticamente con Daniel. La sfera è un'intelligenza aliena che, per prima cosa, guarisce Daniel dalla sordità ed in seguito, dopo essere nascosta tra lo stupore e lo scetticismo dei compagni, nella loro stanza all'orfanotrofio, crea una pioggia artificiale nella stessa stanza ed alla presenza del gruppo. Un altro orfano Darstar, assistendo di nascosto ai prodigi della sfera, chiamata Bodhi, se ne impossessa e scappa dall'orfanotrofio per sfruttarne i poteri. Daniel, richiamato dal potere telepatico di Bodhi, fugge anch'esso alla sua ricerca. Il resto del gruppo, dopo aver valutato bene la situazione, decide per la fuga (sapendo di non poter più tornare indietro) per andare a cercare Daniel. Grock, con i suoi uomini, parte all'inseguimento degli orfani e, seguendo le tracce di Darstar, giunge in un campo indiano dove apprende dell'esistenza della sfera e vuole impadronirsene per distruggerla. Nel frattempo, il gruppo dei fuggiaschi catturato da una coppia di cacciatori di taglie, viene salvato da una banda di ribelli chiamati "EcoGuerrieri" il cui capo è il padre di Terra. Sono invitati a vivere con loro in una caverna alle pendici di un enorme ghiacciaio (sconosciuto al protettorato) che fondendo, dona loro l'acqua (e di conseguenza la vita) di cui hanno bisogno, ma Jason sa che quello non è il loro destino: Bodhi li richiama telepaticamente mostrandogli il luogo dove tuttora si trova.
I ragazzi abbandonano gli Eco Guerrieri ed irrompono nell'acqua bunker del protettorato, un enorme diga che trattiene tutta l'acqua del pianeta. Dopo aver liberato Darstar, imprigionato in una cella, riescono a raggiungere Bodhi che fa collassare l'intera diga liberando l'acqua imprigionata dando subito origine ad una nuvola temporalesca.
Infine, gli orfani, si vedono allegramente nuotare negli oceani nuovamente riformatisi, Darsatar viene accettato dal gruppo dei Solarbabies mentre Jason e Terra si scambiano un bacio.